# Anja Nissen
Anja Nissen (født 6. november 1995 i Winmalee, New South Wales) også sommetider kaldt Anja er en dansk-australsk sanger, sangskriver, danser og skuespiller.
Hun kendes bl.a. for at have vundet tredje sæson af det australske talentshow, The Voice i 2014 samt i Danmark for sin deltagelse i Dansk Melodi Grand Prix 2016, hvor hun opnåede en andenplads, og 2017, hvor hun vandt med sangen "Where I Am". Derfor repræsenterede hun Danmark i Eurovision Song Contest 2017 i Kyiv, hvor det blev til en 20. plads. Dermed var hun den første danske repræsentant, der nåede finalen i tre år.